# Мауріціо Полліні
Мауріціо Полліні (італ. Maurizio Pollini; 5 січня 1942, Мілан — 23 березня 2024, там само) — італійський піаніст. Син архітектора Джино Полліні.

## Біографія
Вчився у Карло Лонаті, потім у Карло Відуссо. Зовсім юним, в 1957 та 1958 роках двічі отримав другу премію Міжнародного конкурсу виконавців у Женеві. Закінчивши Міланський консерваторію, у тому ж 1960 році став переможцем міжнародного конкурсу піаністів імені Шопена. Артур Рубінштейн, за чутками, тоді вигукнув: «Він вже зараз грає краще будь-кого з нас, членів журі!». Однак після перемоги на конкурсі самокритичний Полліні повернувся у клас і, перш ніж приступити до активного концертування, ще кілька років брав уроки в Артуро Бенедетті Мікеланджелі.
З середини 1960-х років Мауріціо Полліні гастролював по Європі, в 1968 році дебютував у США, в 1974 році зробив тур по Японії. З творчістю Полліні слухачі знайомі в усьому світі завдяки його 30-річному творчому союзу з компанією «Deutsche Grammophon».

## Репертуар
Репертуар Полліні багатоманітний і включає широкий спектр музики від Й. С. Баха (запис ДТК в повному обсязі) до авангардистів (Булез, Ноно, Беріо, Штокгаузена. Кілька разів у рамках Полліні представляв цикли концертів, програми яких будувалися на контрастному переплетенні класичних і сучасних композицій. Серед інших значних записів і виступів Полліні — виконання всіх фортепіанних концертів Бетховена з Віденським філармонічним оркестром під орудою Клаудіо Аббадо (1987), всі фортепіанні сонати Бетховена (вперше в сезоні 1993/1994 у Берліні та Мюнхені), запис Сьомої сонати С. Прокоф'єва і фрагментів «Петрушки» Стравінського (1971).
Критики кажуть про Полліні як про піаніста нового, XXI століття: його гра достатньо «автентична» і стримана. Любов до сучасної музики дозволяє Полліні з несподіваної точки зору поглянути і на твори минулих епох.

## Нагороди
Концерти Бетховена в інтерпретації Полліні викликали безпрецедентну реакцію — 1976 року авторитетні музичні критики світу в результаті опитування визнали 34-річного виконавця найкращим піаністом сучасності (принаймні, в плані удачливості).
1996 року Полліні отримав Премію Ернста Сіменса.
2001 року його запис бетховенських «Варіацій на тему Діабеллі» отримала приз Diapason d'or.
2002 року до 60-річчя піаніста фірма «Deutsche Grammophon» випустила на 13-ти CD спеціальний ювілейний збірник записів Мауріціо Полліні.
2007 року Полліні отримав «Ґреммі» в номінації «Виконавці (без оркестру)» за запис (на «Deutsche Grammophon») ноктюрнів Шопена.